# Daniel Clasen

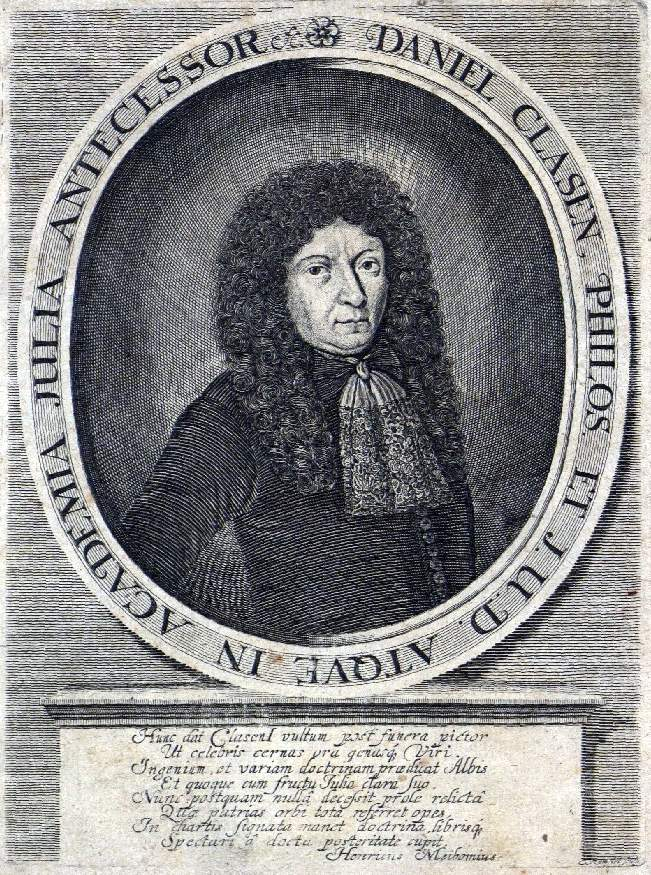
Daniel Clasen

Daniel Clasen (* 1. Mai 1622 in Lüneburg; † 20. November 1678 in Helmstedt) war ein deutscher Rechtswissenschaftler.

## Leben
Clasen war der Sohn eines Kaufmanns. Er besuchte die Johannisschule in Lüneburg, wechselte wegen der Pest 1639 auf die Andreasschule nach Braunschweig und kehrte 1640 wieder nach Lüneburg zurück. Im gleichen Jahr bezog er die Universität Helmstedt, wo er Philosophie und Rechtswissenschaften studierte. 1646 wurde er Magister, 1647 Konrektor in Magdeburg, am 28. September 1648 Rektor, 1660 Professor der Ethik und Politik an der Ritterakademie Lüneburg, 1661 Doktor der Rechte in Helmstedt und 1669 Professor daselbst. In seinem 1655 erschienenen Werk „De religione politica“ plädiert er frühaufklärerisch für eine machiavellestische Benutzung der Religion durch den Staat.

## Werke
- De jure aggratiandi, Magdeburg 1668.
- Theologia gentilis, Frankfurt 1684.
- De effectibus rei judicatae, Helmstedt 1677.
- Commentarius in constitutiones criminales Caroli V. imperatoris, Frankfurt / Leipzig 1693. (Gesetzeskommentar zur Constitutio Criminalis Carolina; Digitalisat der SLUB Göttingen)